# Les Cherche Midi
Pour les articles homonymes, voir Cherche-midi.
Les Cherche Midi sont un groupe de musique français formé par Pierre Souchon et Julien Voulzy, fils respectifs d'Alain Souchon et de Laurent Voulzy. Ils ont collaboré (entre autres) avec Matthieu Chedid.

## Discographie

### Albums
- 1994 - Les Cherche Midi :

1. Nos antécédents
2. Les Gens qu'on aime
3. Marine
4. Ce n'est pas vrai
5. Il cherche un ami
6. L'Anguille
7. Aïe ! On se fait du mal
8. Lisa
9. C'est pour offrir
10. Au bout du banc
11. L'Âme sœur
12. Au ras des pâquerettes

- 1998 - Les Lendemains :

1. Passif
2. Avant toi
3. Les Lendemains
4. Les Idées
5. Je l'aime
6. Gamine
7. Maladroit
8. Ils m'ont menti mes sentiments
9. Y a dans tout ça
10. Tu diras
11. Combien d'amour c'est trop

### Singles
- 1994 : Ce n'est pas vrai
- 1994 : Aïe ! On se fait du mal
- 1997 : Avant toi

### Participations
- 1995 - Sol En Si (participation - album collectif) : Combien d'amour c'est trop (quatuor pères et fils : Alain Souchon, Laurent Voulzy et les Cherche-midi)

- 2002 : Ça va ça vient, reprise de Boby Lapointe avec Alain Souchon sur l'album Boby Tutti-Frutti - L'hommage délicieux à Boby Lapointe de Lilicub